# Poplar (Wisconsin)
Poplar ist eine Gemeinde (mit dem Status „Village“) im Douglas County im US-amerikanischen Bundesstaat Wisconsin. Im Jahr 2010 hatte Poplar 603 Einwohner.
Poplar ist Bestandteil der bundesstaatenübergreifenden Metropolregion Twin Ports um die Städte Superior und Duluth in Minnesota.

## Geografie
Die Gemeinde liegt im Nordwesten Wisconsins unweit des Oberen Sees, dem größten der fünf Großen Seen Nordamerikas.
Die geografischen Koordinaten von Poplar sind 46°35′02″ nördlicher Breite und 91°47′57″ westlicher Länge. Das Gemeindegebiet erstreckt sich über eine Fläche von 30,9 km².
Nachbarorte von Poplar sind Brule (18,7 km ostsüdöstlich), Lake Nebagamon (12,3 km südöstlich), Solon Springs (28,8 km südlich), Hawthorne (15,8 km südwestlich), Amnicon Falls (7,8 km westnordwestlich) und Wentworth (3,6 km nordwestlich).
Die nächstgelegenen größeren Städte sind Green Bay am Michigansee (486 km südöstlich), Wisconsins Hauptstadt Madison (501 km südsüdöstlich), Eau Claire (220 km südlich), die Twin Cities in Minnesota (276 km südwestlich) und Thunder Bay in der kanadischen Provinz Ontario (342 km nordöstlich).

## Verkehr
Der U.S. Highway 2 führt in West-Ost-Richtung als Hauptstraße durch Poplar. Alle weiteren Straßen sind untergeordnete Landstraßen, teils unbefestigte Fahrwege sowie innerörtliche Verbindungsstraßen.
Der nächste Flughafen ist der Duluth International Airport (46,5 km nordwestlich).

## Bevölkerung
Nach der Volkszählung im Jahr 2010 lebten in Poplar 603 Menschen in 229 Haushalten. Die Bevölkerungsdichte betrug 19,5 Einwohner pro Quadratkilometer. In den 229 Haushalten lebten statistisch je 2,63 Personen. 
Ethnisch betrachtet setzte sich die Bevölkerung zusammen aus 94,5 Prozent Weißen, 0,3 Prozent Afroamerikanern, 1,7 Prozent amerikanischen Ureinwohnern, 1,2 Prozent Asiaten sowie 0,2 Prozent aus anderen ethnischen Gruppen; 1,1 Prozent stammten von zwei oder mehr Ethnien ab. 
26,9 Prozent der Bevölkerung waren unter 18 Jahre alt, 57,5 Prozent waren zwischen 18 und 64 und 15,6 Prozent waren 65 Jahre oder älter. 50,4 Prozent der Bevölkerung war weiblich.
Das mittlere jährliche Einkommen eines Haushalts lag bei 57.857 USD. Das Pro-Kopf-Einkommen betrug 23.711 USD. 12,3 Prozent der Einwohner lebten unterhalb der Armutsgrenze.